# Manuguru
Manuguru is een census town in het district Bhadradri Kothagudem van de Indiase staat Telangana. 

## Demografie
Volgens de Indiase volkstelling van 2001 wonen er 32.539 mensen in Manuguru, waarvan 51% mannelijk en 49% vrouwelijk is. De plaats heeft een alfabetiseringsgraad van 62%. 